# ワイキャブ

株式会社ワイキャブ（わいきゃぶ）は、神奈川県横須賀市に本社を置く陸運業（タクシー会社）である。横須賀本社のほか、相模原市に営業所を構える。

## 本社・営業所
本社・横須賀営業所：横須賀三浦総合無線加盟
- 神奈川県横須賀市根岸町3丁目16番31号

相模原営業所
- 神奈川県相模原市南区大野台1丁目2番7号

この他、かつて横浜営業所があったが、閉鎖された。横浜市磯子区広地町6番5号に所在し、神奈川無線→ラジオタクシーに加盟していた。

## 沿革
- 1950年（昭和25年）1月 - 横須賀キャブ株式会社（横須賀市本町）設立
- 1968年（昭和43年）3月 - 社名をワイキャブに変更
- 1971年（昭和46年）3月 - 東自動車株式と合併
- 1991年（平成 3年）7月 - 中津交通がワイキャブグループの傘下に加盟
- 2013年（平成25年）6月 - 戸塚交通がワイキャブグループの傘下に加盟

## 関連会社
- 中津交通
神奈川県愛甲郡愛川町中津4095-3
- 戸塚交通
神奈川県横浜市戸塚区上倉田296-2